# Салауз-Мухан
Салауз-Муха́н (тат. Салауз-Мухан) — село в Муслюмовском районе Республики Татарстан, в составе Митряевского сельского поселения.

## География
Село находится на реке Ик, в 7 км к юго-востоку от районного центра, села Муслюмово и в 5 км от административного центра, села Митряево.

## История
В окрестностях села выявлен археологический памятник – Салаузмуханское селище (пьяноборская культура).
Село известно с 1701 года как деревня Салаус.
В XVIII–XIX веках жители относились к категориям башкир-вотчинников и тептярей. Их основные занятия в этот период – земледелие и скотоводство, были распространены лапотный и отхожий промыслы.
По сведениям 1870 года, в селе функционировали мечеть, водяная мельница, начала XX века – мечеть, женское медресе (с 1911 года), мектеб, водяная мельница. В этот период земельный надел сельской общины составлял 1656,5 десятин.
До 1920 года село входило в Ирехтинскую волость Мензелинского уезда Уфимской губернии.
В 1929 году в селе организован колхоз «Фордзон».
С 10 августа 1930 года – в Муслюмовском, с 1 февраля 1963 года – в Сармановском, с 12 января 1965 года – в Муслюмовском районах.

## Население
| 1816 | 1870 | 1897 | 1920 | 1926 | 1938 | 1949 | 1958 | 1970 | 1989 | 2002 | 2010 | 2017 |
| ---- | ---- | ---- | ---- | ---- | ---- | ---- | ---- | ---- | ---- | ---- | ---- | ---- |
| 88   | 446  | 812  | 1026 | 1001 | 866  | 663  | 522  | 864  | 522  | 434  | 432  | 449  |

Национальный состав села: татары.

## Экономика
Жители работают преимущественно в крестьянских фермерских хозяйствах, занимаются полеводством, мясо-молочным скотоводством.

## Объекты образования, медицины и культуры
В селе действуют неполная средняя школа (с 1989 года), детский сад (с 1981 года), дом культуры, библиотека (с 1946 года), фельдшерско-акушерский пункт.

## Религиозные объекты
Мечеть «Сафа» (с 2011 года).